# Palazzo Comunale (Urbania)
Il palazzo comunale è un edificio storico, sede degli uffici comunali della città di Urbania, in provincia di Pesaro e Urbino, nelle Marche.

## Storia
Il palazzo risale al XIV secolo, ma verso il 1543 risultava in rovina, tanto che fu abbattuto e ricostruito ex novo su progetto di mastro Antonio di Pietro da Como. I lavori furono interrotti poco dopo per mancanza di fondi, per riprendere cinque anni dopo ed essere completati verso il 1557. Una decina di anni dopo sulla facciata fu collocata un'immagine della Madonna con Bambino.
In concomitanza con il passaggio in città dei novelli sposi Federico Ubaldo della Rovere e Claudia de' Medici, fu rifatto il portale del palazzo, ad opera di Orazio da Piobbico che lo rifece in travertino rispetto al precedente fatto in semplici laterizi.
La torre civica fu terminata una ventina di anni dopo il completamento del palazzo, su progetto di Antonio Lombardo, che però non portò a termine il lavoro, lasciandola mozza. Nel 1561, sulla torre fu collocato un orologio, per volontà del duca Guidobaldo II Della Rovere, realizzato dal maestro eugubino Stefano di Tirino. Nello stesso anno fu fusa la campana civica da Girolamo Onofri di Sassoferrato. L'orologio fu poi sostituito dall'attuale, nel 1814, ad opera di Antonio Podrini.

## Descrizione
Il palazzo si presenta con una pianta quadrilatera, con la facciata principale rivolta a sud su Piazza della Libertà; mentre le facciate secondarie sui lati occidentale ed orientale prospettano rispettivamente su corso Vittorio Emanuele e via Piccolpassi, invece il lato settentrionale confina con altri fabbricati.
La facciata principale è dominata dall'imponente torre civica sull'angolo sud-occidentale, coronata da una cella campanaria ingentilita da una sobria decorazione in pietra e laterizi, con aperture, una per i quattro lati della torre, concluse da un arco a tutto sesto. Invece la facciata principale del palazzo si compone di tre ordini di finestre (quattro per piano), corrispondenti ai tre piani del palazzo, con cornici in pietra. Le finestre del piano terra e del secondo piano hanno cornici con semplici modanature lineari, mentre quelle del primo piano presentano un'incorniciatura più elaborata, con orecchie laterali e coronate da un timpano circolare. Al centro si trova il portale in un bugnato liscio affiancato da lesene, poggianti su un piedistallo e sostenenti la base in pietra del balcone al primo piano. Al balcone si accede da una piccola porta, adornata da una cornice in pietra con una semplice modanatura lineare, posta tra le due finestre centrali. Sopra al balcone si trovano lo stemma di Papa Urbano VIII Barberini (poi divenuto anche lo stemma della città, che in suo onore adottò l'odierno nome), una epigrafe dedicata al Pontefice che elevò la città a sede vescovile e infine lo stemma ducale. La base della facciata principale è decorata uno zoccolo in pietra, mentre l'estremità superiore (sotto la gronda del tetto) è adornata da una cornice in laterizi.
Nell'atrio d'ingresso vi sono sulle pareti gli stemmi dei duchi di Urbino, invece al primo piano nella sala del consiglio comunale vi sono diverse epigrafi commemoranti i principali eventi storici della città.